# Anthomyia ornata
Anthomyia ornata är en tvåvingeart som först beskrevs av Jacques-Marie-Frangile Bigot 1885.  Anthomyia ornata ingår i släktet Anthomyia och familjen blomsterflugor. Inga underarter finns listade i Catalogue of Life.